# Davide Formisano
Davide Formisano (* 20. Oktober 1974 in Mailand) ist ein italienischer klassischer Flötist.

## Ausbildung und Karriere
Davide Formisano studierte am Mailänder Konservatorium bei Carlo Taberelli und G. Cambursano und schloss seine Studien 1992 mit dem Diplom (Bestnote mit Auszeichnung) ab. Es folgte ein Studium im Fach „Künstlerische Ausbildung“ bei Jean-Claude Gérard an der Musikhochschule Stuttgart (Diplom 1995); parallel nahm Formisano 1994/95 Privatunterricht bei Aurèle Nicolet.
1994 wurde Davide Formisano stellvertretender Soloflötist der Hamburger Staatsoper. 1996 übernahm er den Posten des Soloflötisten des Philharmonischen Radioorchesters Holland, ein Jahr später wechselte auf dieselbe Position an der Mailänder Scala, die er bis heute innehat.

## Auszeichnungen
- 1993: „Prix Special du Jury“ beim internationalen Wettbewerb „Concours de flûte Jean-Pierre Rampal“ (Paris)
- 1994: 1. Preis beim Internationalen Wettbewerb in Budapest
- 1995: 2. Preis beim Internationalen ARD-Wettbewerb in München (ein 1. Preis wurde dabei nicht vergeben)[1]

## Lehraufträge
- seit 1997 jährliche Gastprofessur in Japan
- seit 1999 Professor an der Orchesterakademie der Mailänder Scala
- seit 2000 Gastprofessur an der Musikhochschule Stuttgart in der Klasse von Prof. Jean-Claude Gérard[1]
- seit 2007 Professor an der Musikhochschule Stuttgart

## Sonstiges
James Galway sagte über Formisano: „Davide ist der brillanteste und talentierteste Flötist, den ich je gehört habe. Ich denke, er wird über kurz oder lang ein absoluter internationaler Superstar.“ Davide Formisano spielt eine Flöte der Marke Muramatsu aus 24-karätigem Gold.

## Diskographie (Auswahl)
- 1998: Flötenquartette W. A. Mozarts zusammen mit dem Tartini-Quartett
- 2007: Flötenkonzert von J. Ibert sowie J. Rodrigos „Fantasía para un Gentilhombre“ in einer Adaption für Flöte (live)[1][3]